# Max Miericke
Max Miericke (* 20. September 1893 in Spandau bei Berlin; † 2. April 1958 in Berlin) war ein deutscher Politiker (LDP, FDP).
Max Miericke besuchte eine Volksschule und machte eine kaufmännische Lehre. Er wurde technischer Kaufmann und Prokurist und gründete die Firma „Max Miericke & Söhne GmbH“. Nach dem Zweiten Weltkrieg trat er 1945 der LDP bei und wurde bei der ersten Berliner Wahl 1946 in die Bezirksverordnetenversammlung im Bezirk Prenzlauer Berg gewählt. Da Peter Kiefer gestorben war, rückte Miericke im Oktober 1953 in das Abgeordnetenhaus von Berlin nach. Bei der Wahl 1954 wurde er wiedergewählt, starb aber im April 1958. Der Nachrücker im Parlament wurde daraufhin Paul Kreich (1908–2004).